# Ludmiła Samotiosowa
Ludmiła Iwanowna Samotiosowa ros. Людмила Ивановна Самотёсова, z domu Ignatjewa ros. Игнатьева (ur. 26 października 1939 w Leningradzie) – rosyjska lekkoatletka reprezentująca Związek Radziecki, sprinterka, medalistka olimpijska z 1968 oraz medalistka mistrzostw Europy.
Biegała z powodzeniem na dystansach od 100 metrów do 400 metrów. Wystąpiła w biegu na 200 metrów na igrzyskach olimpijskich w 1960 w Rzymie, ale odpadła w eliminacjach. Na kolejnych igrzyskach olimpijskich w 1964 w Tokio zajęła 5. miejsce w finale biegu na 200 metrów, a w sztafecie 4 × 100 metrów była wraz z koleżankami czwarta{.
Zwyciężyła w sztafecie 4 × 100 metrów oraz zajęła 5. miejsca w biegach na 100 metrów ina 200 metrów na uniwersjadzie w 1965 w Budapeszcie.
Zdobyła brązowy medal w sztafecie 4 × 100 metrów na mistrzostwach Europy w 1966 w Budapeszcie (sztafeta biegła w składzie: Wira Popkowa, Wałentyna Bolszowa, Samotiosowa i Renāte Lāce). Na europejskich igrzyskach halowych w 1967 w Pradze nie wystąpiła w finale biegu na 400 metrów. Na następnych europejskich igrzyskach halowych w 1968 w Madrycie sztafeta 4 × 1 okrążenie z jej udziałem została zdyskwalifikowana.
Na igrzyskach olimpijskich w 1968 w Meksyku zdobyła wraz z koleżankami brązowy medal w sztafecie 4 × 100 metrów (sztafeta radziecka biegła w składzie: Ludmiła Żarkowa, Galina Bucharina, Popkowa i Samotiosowa). Startowała również w biegach na 100 metrów i na 200 metrów, ale odpadła w półfinałach. Zwyciężyła w sztafecie szwedzkiej 1+2+3+4 okrążenia (w składzie: Popkowa, Samotiosowa, Raisa Nikanorowa i Anna Zimina) na europejskich igrzyskach halowych w 1969 w Belgradzie oraz zdobyła srebrny medal w sztafecie 4 × 1 okrążenie (w składzie: Bucharina, Popkowa, Ludmiła Gołomazowa i Samotiosowa). Odpadła w półfinale biegu na 200 metrów na mistrzostwach Europy w 1969 w Atenach, a w sztafecie 4 × 100 metrów zajęła 6. miejsce.
Na pierwszych halowych mistrzostwach Europy w 1970 w Wiedniu zwyciężyła w sztafecie × 200 metrów (w składzie: Nadieżda Biesfamilna, Popkowa, Bucharina i Samotiosowa). W 1973 zakończyła karierę lekkoatletyczną. 
Samotiosowa była mistrzynią ZSRR w biegu na 100 metrów w 1968, na 200 metrów w 1964, 1967 i 1968 oraz na 400 metrów w 1966 i 1967. Była również halową mistrzynią ZSRR w biegach na 60 metrów i na 400 metrów w 1965.
Ustanawiała rekordy ZSRR w biegu na 100 metrów (11,1 s 15 sierpnia 1968 w Leninakanie),  dwukrotnie na 200 metrów (do 23,0 s 18 sierpnia 1968 w Leninakanie), czterokrotnie w sztafecie 4 × 100 metrów (do 43,4 s 20 października 1968 w Meksyku) i w sztafecie 4 × 400 metrów (3:38,7 18 lipca 1969 w Los Angeles).
Rekordy życiowe Samotiosowej:
| Konkurencja        | Data i miejsce           | Wynik   |
| ------------------ | ------------------------ | ------- |
| bieg na 100 metrów | 15 sierpnia 1968, Giumri | 11,1 s  |
| bieg na 200 metrów | 1968                     | 23,16 s |